# Balantiocheilos ambusticauda
Balantiocheilos ambusticauda és una espècie de peix cipriniforme de la família dels ciprínids.

## Morfologia
- Els mascles poden assolir 10,5 cm de longitud total.
- Nombre de vèrtebres: 14-16.[1]

## Hàbitat
És un peix d'aigua dolça i de clima tropical.

## Distribució geogràfica
Es troba a Àsia: conques dels rius Mekong i Chao Phraya.